# Mount Fernow
Der Mount Fernow (Chelan County) ist ein Gipfel in den North Cascades im County Chelan im US-Bundesstaat Washington. Er liegt in der Glacier Peak Wilderness des Wenatchee National Forest. Der USGS gibt die Höhe mit 2767 m an. Nach inoffiziellen Quellen soll er mit 9.249 ft (2.819 m) Höhe der achthöchste Berg und der dritthöchste nichtvulkanische Gipfel in Washington sein. Er ist außerdem der höchste Gipfel der Entiat Mountains, einer Teilkette der Kaskaden. Mount Fernows Schartenhöhe beträgt 2.811 ft (857 m), was ihn zum Berg mit der sechzehntgrößten Schartenhöhe in Washington macht. Der nächste höhere Gipfel ist der Bonanza Peak, etwa 5,9 mi (9,5 km) nördlich.
Der Mount Fernow ist von mehreren Gletschern bedeckt. Weitere hohe vergletscherte Gipfel liegen in der Nähe, so der Seven Fingered Jack im Süden. Die Quellen des Entiat River entspringen an den Südhängen des Mount Fernow und den Osthängen des Seven Fingered Jack.

## Geschichte
Der Mount Fernow wurde von Albert H. Sylvester zu Ehren von Bernhard Fernow benannt, einem deutschen Förster, welcher im späten 19. Jahrhundert in die Vereinigten Staaten auswanderte und in der Division of Forestry des US-Landwirtschaftsministeriums arbeitete.
Der Mount Fernow wurde erstmals 1932 von einer Gruppe bestiegen, zu der Oscar Pennington und Hermann Ulrichs gehörten.
Ein kleiner unbenannter See befindet sich am Nordwesthang des Mount Fernow. Um ihn zu erreichen, müssen Felder mit lockeren Felsen überquert werden.